# Konsistoriehuset, Linköping

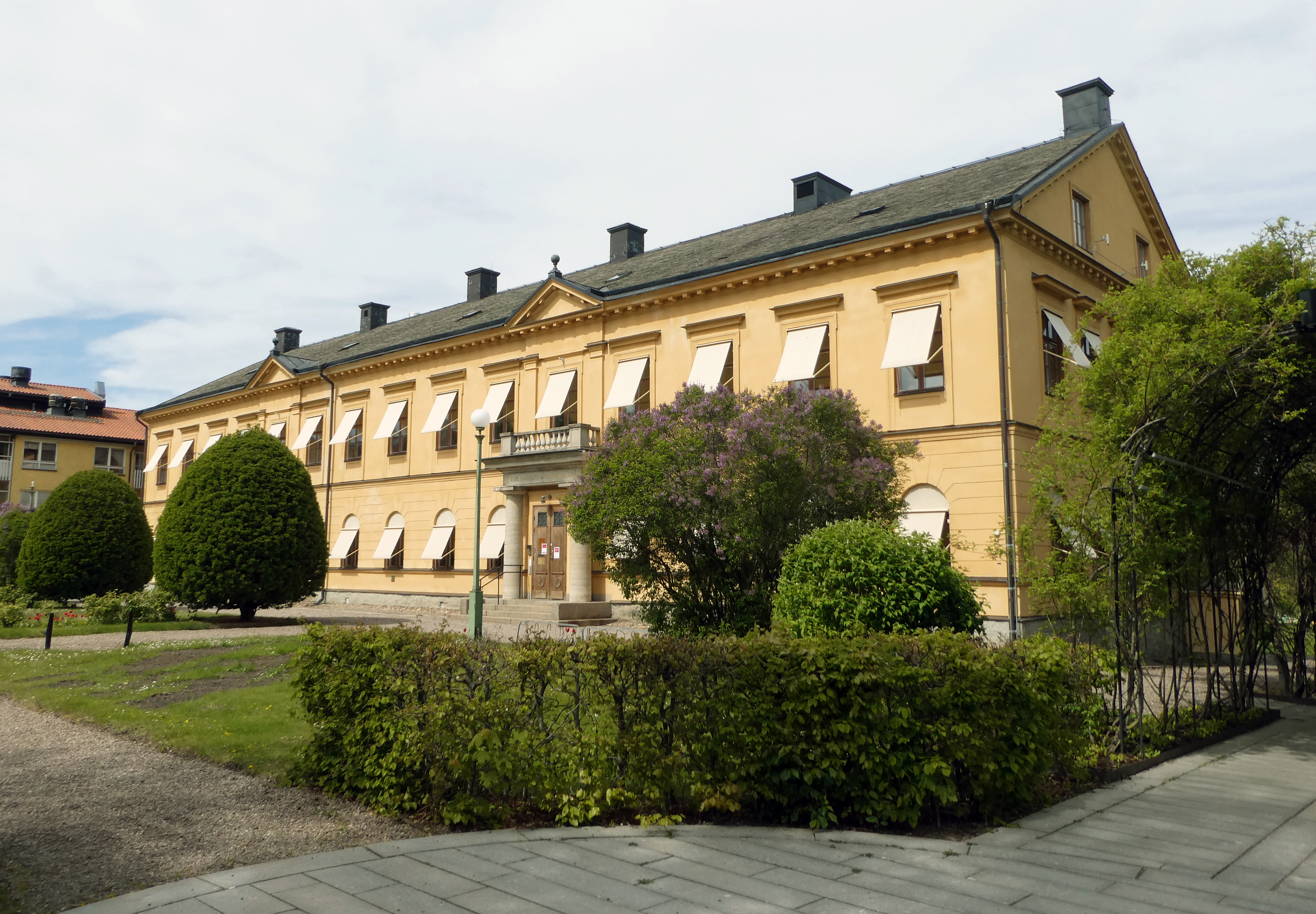
Konsistoriehuset i Linköping.

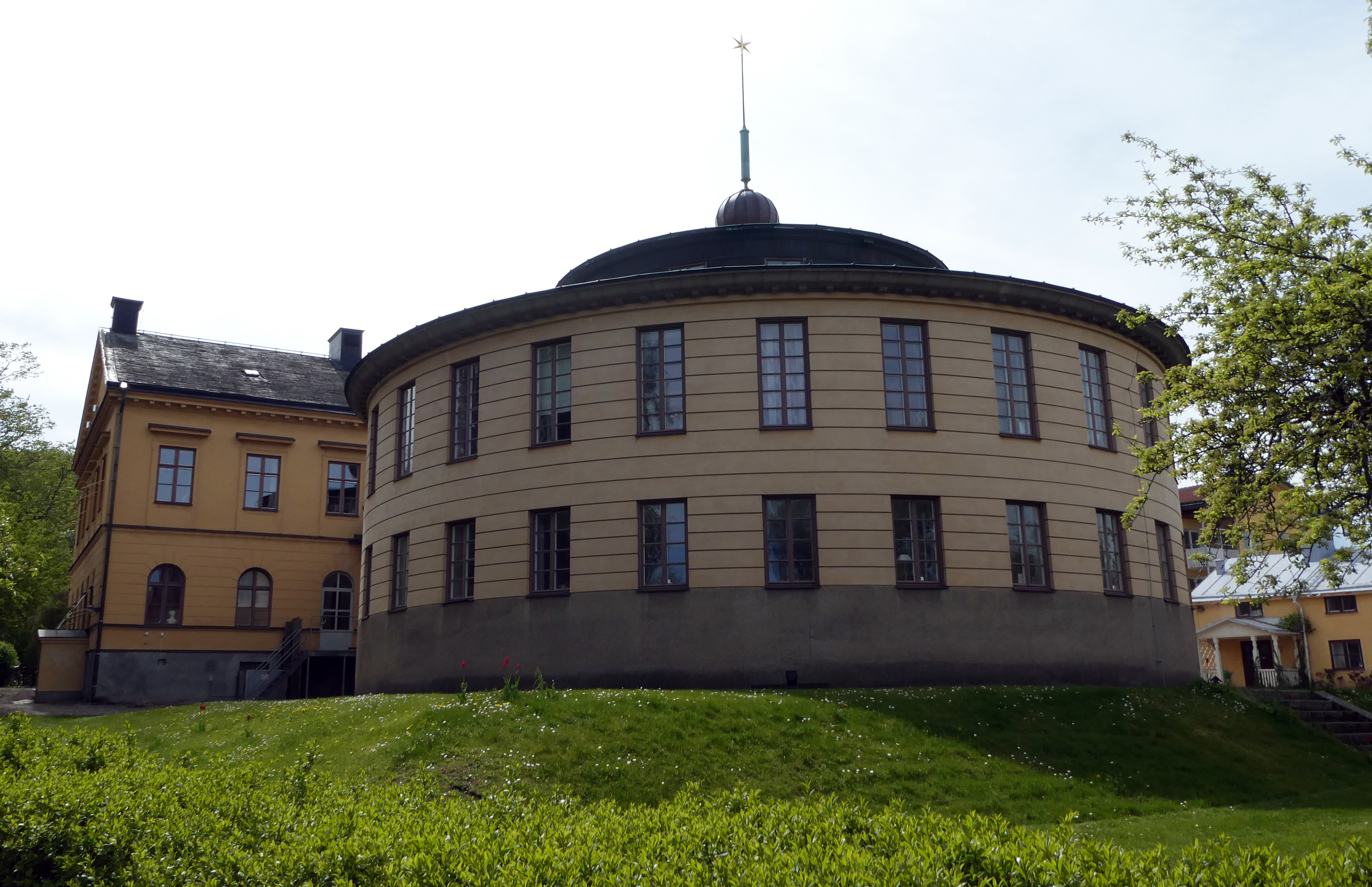
Rotundan på Konsistoriehusets baksida.

Konsistoriehuset eller domkapitelhuset är en byggnad som är belägen på norra sidan av Ågatan, i kvarteret Aposteln, nordväst om domkyrkan i Linköping och tillhör Linköpings stift, som använder den för sin administrativa förvaltning (domkapitlet).

## Historik
Byggnaden uppfördes 1827–1830 efter ritningar av Jacob Wilhelm Gerss och användes 1830–1864 som trivialskola, en föregångare till läroverket (gymnasium, nuvarande Katedralskolan). När skolan 1864 flyttade till en ny byggnad, nuvarande Linköpings stadshus, övertog domkapitlet byggnaden.
På tomten framför (söder om) byggnaden stod två flyglar, synliga på en karta från 1867 men sedermera rivna, varav den västra var ett gymnastikhus. Det ersattes 1881 av nuvarande gymnastikhuset, som alltjämt står mitt emot konsistoriehuset på södra sidan av Ågatan.
År 1875 förlängdes konsistoriehuset åt väster, efter ritningar av Johan Fredrik Åbom, för att kunna rymma stiftsbiblioteket. Då man 1926 beslöt att slå samman stiftsbiblioteket med det 1924 upprättade stadsbiblioteket (inrymt i stadshuset), uppfördes en rund tillbyggnad på baksidan (norrut), efter ritningar av Erik Hahr, vilken den 4 juni 1928 invigdes som Linköpings stifts- och landsbibliotek. Biblioteket flyttade 1973 ut till en ny byggnad ett stycke västerut på södra sidan Ågatan, den som brann 1996. Från 1973 används byggnaden enbart av domkapitlet och är numera även säte för Linköpings stiftsorganisation.
Konsistoriehuset är byggnadsminne enligt 3:e kapitlet kulturmiljölagen. Som exempel på bevarandevärda inslag finns under byggnaden två medeltida källarvalv som ursprungligen tillhörde ett boställe byggt på 1200- eller 1300-talet för den präst som ansvarade för S:t Nikolai-altaret i närbelägna Linköpings domkyrka. De två små tegelklädda rummen hade då en profan funktion, kanske som matkällare, men bär i dag namnet S:t Nikolaus-kapellet och används för andakter.